# Euzebiusz z Emesy
Euzebiusz z Emesy (ur. ok. 300 w Emesie, zm. ok. 359) – teolog i pisarz wczesnochrześcijański, uczeń Euzebiusza z Cezarei, biskup Emesy. Kształcił się w Cezarei i w Aleksandrii, gdzie poznał Jerzego z Laodycei.
Z jego twórczości pisarskiej zachowało się między innymi trzydzieści Kazań, a także fragmenty Komentarzy do Listu do Rzymian oraz Komentarzy do Listu do Galatów. W swych komentarzach biblijnych posługiwał się charakterystyczną dla szkoły antiocheńskiej metodą historyczno-literacką.
Teologię Euzebiusza z Emesy niektórzy zaliczają do arianizmu, z uwagi na głoszoną przez niego tezę, iż Ojciec jest większy od Syna. Inni badacze określają go jako semiarianina.